# Schmalkaldischer Bundestaler

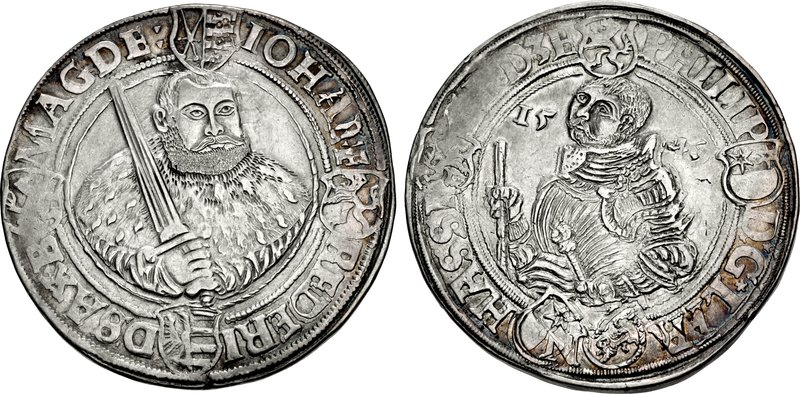
Schmalkaldischer Bundestaler von 1546 aus der Münzstätte Goslar – links die sächsische Seite mit dem Bildnis des Kurfürsten Johann Friedrich des Großmütigen, rechts die hessische Seite mit Philipp von Hessen (Silber, Durchmesser 40 mm, Gewicht 28,72 g)

Der Schmalkaldische Bundestaler auch Schmalkaldener Bundestaler genannt und dessen Teilstücke sind Gemeinschaftsprägungen des sächsischen Kurfürsten Johann Friedrich des Großmütigen und des Landgrafen Philipp von Hessen, der beiden Führer des Schmalkaldischen Bundes. Die Münzen wurden von 1542 bis 1547 in Goslar geschlagen und zeigen auf einer sächsischen und einer hessischen Seite die Bundeshauptleute.

## Münzgeschichte
Die lutherischen Fürsten und Städte hatten sich 1531 zu einem Bund in Schmalkalden vereinigt, um ihren durch die Säkularisation der Kirchengüter erlangten Machtgewinn und Besitz gegen die Ansprüche des Kaisers zu sichern. Die mit der Einführung der Reformation säkularisierten Kirchengüter hatte Kaiser Karl V. (1519–1556) für sich verlangt.
Im Jahr 1538 schlossen sich die katholischen Stände zur Liga gegen die Ausbreitung des Protestantismus als Gegenkraft zum Schmalkaldischen Bund zusammen. Im „Braunschweiger Krieg“ 1542 eroberte der Schmalkaldische Bund das Herzogtum Braunschweig-Wolfenbüttel, die letzte Bastion des Katholizismus in Norddeutschland. Der Herzog von Braunschweig-Wolfenbüttel lag mit der Stadt Goslar, die Mitglied des Schmalkaldischen Bundes war, im Streit um die Bergrechte am Rammelsberg. Auf Betreiben des Herzogs verhängte das Reichskammergericht die Reichsacht über die Stadt. Obwohl die Acht 1541 aufgehoben wurde, setzte der Herzog seine Feindseligkeiten fort. Nach der Niederlage Heinrichs des Jüngeren von Braunschweig (1514–1568), der einer der Hauptleute der Liga war, wurde die herzoglich-braunschweigische Münzstätte Riechenberg bei Goslar 1542 vom Bundesheer besetzt und nach Goslar verlegt.

### Die Prägungen in Goslar
Das Münzmeisteramt übernahm der Münzmeister Gregor Einkorn (1542–1547). Im Auftrag der Bundeshäupter ließ er ganze, halbe und Vierteltaler prägen.
Die Führer des Schmalkaldischen Bundes, der sächsische Kurfürst Johann Friedrich der Großmütige (1532–1554, 1547–1552 in Gefangenschaft, seit 1552 Herzog) und Landgraf Philipp von Hessen (1518–1567) nutzten die Talerprägungen als wirksames Propagandamittel, indem sie sich mit ihrer beiden Bildnis auf repräsentativen Gemeinschaftsprägungen darstellen ließen. Die Bundeshauptleute propagierten mit ihren Silbermünzen den Sieg des Schmalkaldischen Bundes über den Herzog von Braunschweig.
Die Ausprägung der Bundestaler erfolgte nach der zwischen Kurfürst Johann Friedrich und Herzog Georg dem Bärtigen (1500–1539) vereinbarten sächsischen Münzordnung vom 20. Januar 1534, der neuen Münzordnung, die nach der sächsischen Münztrennung (1530–1533) in Kraft trat. Das vermünzte Silber stammte aus den braunschweigischen Silbergruben am Rammelsberg bei Goslar. Die Bundestaler wurden in zahlreichen Varianten geprägt. Die Herstellung von Groschen, Pfennige und Heller oder anderem Kleingeld blieb den einzelnen fürstlichen oder städtischen Münzherren überlassen.
Nach Michael Lilienthal (1747) wurde ein durch einen Stempelriss verursachter Prägefehler einiger Bundestaler des letzten Jahrgangs als ein Zeichen für die noch im gleichen Jahr erfolgte Gefangennahme des Kurfürsten und des Landgrafen nach der Schlacht bei Mühlberg gedeutet:

„JOHAN: FREDERIC D. SAC. B. MAGDEB. Ein Brustbild im Chur-Habit. R.) [Rückseite] Ein geharnischt Brustbild, in der Rechten den Commandier-Stab, in der Linken den Degen haltend. PHILIP. D. G. LANG. HASSIE. Comes Katimeliboci, Dietze, Ziegenheine, Nidde. Neben dem Haupt die Jahreszahl 1543, […]. Dies ist ein Schmalkaldischer Bunds-Thaler, gemeiner Sorte von denen Bundsverwandten nach erhaltenem Siege über Herzog Heinrich von Braunschweig, aus dessen eigenen Bergwerken zu Goßlar geschlagen. […] der [Taler] von dem letzten Jahre soll ebenfalls vorbedeutendes zeigen, nemlich die durch einen Stempel-Riß zerbrochene Spitze des Chur-Schwerdes, welches der Churfürst in der Hand hält, zumal dieser in eben dem Jahre neben dem Landgrafen ist gefangen genommen worden.“

#### Zufällige Erscheinungen im Münzbild
Zufällige Erscheinungen im Münzbild eines Talers wie hier zum Beispiel das durch einen Stempelriss entstandene zerbrochene Kurschwert des Kurfürsten auf einigen Talern von 1547, dem Jahr seiner Gefangennahme oder beispielsweise der Stempelriss durch den Hals des Lordprotektors auf dem Cromwelltaler von 1658, der 1661 postum hingerichtet wurde, hielt man vor der Zeit der Aufklärung mitunter nachträglich für den Ausgang eines Ereignisses als gutes oder schlechtes Omen.

#### Schautaler mit Herzog Moritz
Im Jahr 1545 ließen die Bundeshauptleute zusätzlich noch einen breiten Schautaler in Goslar zum Gedenken an die Gefangennahme Herzog Heinrichs prägen, auf dem neben dem hessischen und dem kurfürstlich-sächsischen Bundesführer noch der albertinische Herzog Moritz von Sachsen in voller Rüstung erscheint. Herzog Heinrich der Jüngere von Braunschweig hatte seit 1543 seine Wiedereinsetzung in das besetzte Herzogtum geplant und 1545 mit Kampfhandlungen gegen den Bund begonnen, die mit seiner Gefangennahme endeten.
Der heute sehr seltene Taler wurde als halber, einfacher, eineinhalbfacher, doppelter und dreifacher Schautaler ausgeführt. Herzog Moritz (1541–1547–1553, Kurfürst seit 1547), der sich an den kriegerischen Auseinandersetzungen beteiligt hatte, konnte jedoch nicht für den Beitritt zum Schmalkaldischen Bund gewonnen werden. Vom Taler gibt es auch eine als Abschlag bezeichnete Nachprägung aus dem 19. Jahrhundert.

### Ende der Münzprägung des Schmalkaldischen Bundes

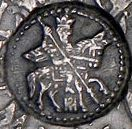
Dieser Gegenstempel und ein zweiter mit der Jahreszahl kennzeichnet den Jefimok.

Der 1546 ausgebrochene Schmalkaldische Krieg endete mit einer Niederlage des Schmalkaldischen Bundes. Kaiser Karl V., der nun von Herzog Moritz von Sachsen unterstützt wurde, besiegte den Kurfürsten Johann Friedrich am 24. April 1547 in der Schlacht bei Mühlberg, nahm ihn gefangen und zwang ihn zum Verzicht auf die Kurwürde. Landgraf Philipp geriet am 19. Juni 1547 in Haft. Das war das Ende des Schmalkaldischen Bundes und das Ende der Prägung der Bundestaler.
Das Umlaufgebiet der Bundestaler und deren Teilstücke erfassten hauptsächlich die protestantischen Territorialstaaten und die Freien Reichsstädte. Es sind jedoch auch Schmalkaldische Bundestaler mit Überprägung, auch als Gegenstempel bezeichnet, mit dem Bild des Heiligen Georgs des russischen Zaren Alexei Michailowitsch (1645–1667) bekannt. Sie wurden damit zu russischen Talermünzen im Wert von 64 Kopeken (wie die Rubel) und hießen Jefimok. Der Name der Münzen leitet sich vom Joachimstaler (Jefimok–Joachim) ab, einem Guldengroschen, der wegen seines zuverlässig hohen Silberanteils ebenfalls Namensgeber des Talers und des Dollars war. Die Jefimki, unter Alexai Michailowitsch waren es hauptsächlich in Moskau gegengestempelte deutsche und niederländische Taler, blieben bis zu ihrem Verbot 1659 im Umlauf. (Siehe dazu auch Dreibrüdertaler (Kursachsen)#Dreibrüdertaler mit Gegenstempel und Vikariatstaler mit Gegenstempel)

## Münzbeschreibung
Die Taler sind Gemeinschaftsprägungen des Kurfürsten Johann Friedrich mit Landgraf Philipp von Hessen aus der Bundesmünzstätte Goslar (Jahrgänge nach Haupt):

### Taler (Jahrgänge 1542–1547)
Beschrieben ist der Schmalkaldischen Bundestalers von 1546 – es gibt mehrere Varianten:
- Sächsische Seite:
  - Brustbild des Kurfürsten Johann Friedrich im Hermelinmantel mit geschultertem Kurschwert, in der Umschrift befinden sich vier Wappen (1. Kursachsen, 2. Landgrafschaft Thüringen, 3. Burggrafschaft Magdeburg, 4. Markgrafschaft Meißen)
  - Umschrift: (1. Wappen) – IOHAN(nes) . F – (2. Wappen) – REDERI(cus) – (3. Wappen) – D(ux) : SAX(oniae) . B(urggravius) – (4. Wappen) – MAGDE(burgensis) :
    - Übersetzung: Johann Friedrich, Herzog zu Sachsen und Burggraf zu Magdeburg
- Hessische Seite:
  - Geharnischtes Hüftbild Landgraf Philipps von Hessen mit Kommandostab, geteilte Jahreszahl 15 – 46 im Feld, in der Umschrift befinden sich fünf Wappen (1. Landgrafschaft Hessen, 2. Grafschaft Nidda, 3. Grafschaft Diez, 4. Grafschaft Ziegenhain, 5. Grafschaft Katzenelnbogen)
  - Umschrift: (1. Wappen) – PHILIP(pus) – (2. Wappen) – D(ei) : G(ratia) . LA(ndgravius) – (3. Wappen) – N(dgravius) – (4. Wappen) – HASSI(ae) – (5. Wappen) – C(omes) . K(atzenelnbogen) . D(iez) 3 steht für Z(igenhain) E (E statt N, Stempelfehler) (N = Nidda)
    - Übersetzung: Philipp von Gottes Gnaden, Landgraf von Hessen, Graf von Katzenelnbogen, Diez, Ziegenhain und Nidda

Der Stempelfehler in dem oben abgebildeten Guldengroschen (Taler) von 1546 (E statt N) und die teils mangelhafte Verteilung der Umschrift aber auch die zahlreichen Talervarianten dürften wohl den unsicheren Zeiten verbunden mit einem hohen Bedarf an Zahlungsmitteln geschuldet sein. Offenbar fehlte die Zeit für eine sonst übliche Münzprobe.
Auf dem heute äußerst seltenen ersten Typ des Schmalkaldischen Bundestalers von 1542 befinden sich im Vergleich zu den späteren Talertypen je eine äußere und eine innere Umschrift:
- Sächsische Seite, außen: Die Titel des Kurfürsten (ähnlich wie vorher genannt), innen: SOLI : - : DEO : - VICTO - RIA : – übersetzt: Allein von Gott ist der Sieg.
- Hessische Seite, außen: PARCER - E : SVBI - E - CTIS : ET - : DEBELL; innen: ARE : - SVP - ER - BOS : (Aus Vergils Aeneis stammende Inschrift – übersetzt: mild gegen die Unterworfenen und niederbeugen die Hochfahrenden). Im Feld: PH–LA (Philipp Landgraf).[15]

### Talerteilstücke
- Halbtaler (Jahrgänge 1542–1544)[16]
  - Sächsische Seite: Der sächsische Helm mit je fünf Fähnchen an jedem Horn
  - Hessische Seite: Der hessische Landgrafenhelm mit je fünf Zweigen an jedem Horn, in der Mitte die Jahreszahl
- Vierteltaler (Jahrgänge 1543–1546)[17]
  - Sächsische Seite: Der sächsische Kurschild, darunter die Wappenschilde des Herzogtums Sachsen und der Landgrafschaft Thüringen, unten die Jahreszahl
  - Hessische Seite: Der hessische Löwenschild, darunter die Wappenschilde der Grafschaften Ziegenhain und Diez

### Münzausbringen
Ausprägung der Schmalkaldische Bundestaler und deren Teilstücke nach der sächsischen Münzordnung von 1534:
| Nominal          | Gewicht (g) | Feingehalt (Lot/Grän) | Feingehalt (0/00) |
| ---------------- | ----------- | --------------------- | ----------------- |
| Guldengroschen   | 29,23       | 14 Lot 8 Grän         | 902,78            |
| ½ Guldengroschen | 14,62       | 14 Lot 8 Grän         | 902,78            |
| ¼ Guldengroschen | 07,31       | 14 Lot 8 Grän         | 902,78            |

Münzfuß 1534–1549: 8,86 Guldengroschen (Taler) auf die feine Mark (8 Guldengroschen auf die gemischte Mark)
Anmerkung: Der Triumphtaler ist ein Schmalkaldischer Bundestaler der Stadt Braunschweig. Johann David Köhler bezeichnet den Taler in seiner „Münzbelustigung“ als „Der Stadt Braunschweig sehr rarer Schmalkaldischer Bunds- und Triumphsthaler von A(nno) 1545.“